# Toxorhina simplex
Toxorhina simplex är en tvåvingeart som beskrevs av Alexander 1934. Toxorhina simplex ingår i släktet Toxorhina och familjen småharkrankar.
Artens utbredningsområde är Fiji. Inga underarter finns listade i Catalogue of Life.